# انتخابات الرئاسة الغابونية 1973
انتخابات الرئاسة الغابونية 1973 هي الانتخابات الرئاسية التي جرت في 25 فبراير 1973، في الغابون، فاز بالانتخابات عمر بونغو.

## المرشحين
| المرشح    | الحزب | عدد الأصوات |
| --------- | ----- | ----------- |
| عمر بونغو |       |             |